# Après mai
Après mai (no Brasil e em Portugal: Depois de Maio) é um filme de drama francês de 2012, escrito e dirigido por Olivier Assayas. O filme foi selecionado para competir pelo Leão de Ouro do 69° Festival de Veneza. O diretor ganhou o Golden Osella de melhor roteiro. Esta programado para ser lançado nos cinema brasileiros em 26 de abril de 2013.

## Sinopse
Região de Paris, início da década de 1970. Gilles é um jovem estudante imerso na atmosfera criativa e política da época. Como os seus colegas, ele está dividido entre o investimento radical na luta política e a realização de desejos pessoais. Entre descobertas amorosas e artísticas, sua busca o leva à Itália e ao Reino Unido, onde ele deverá tomar decisões essenciais ao resto de sua vida.

## Elenco
- Lola Créton como Christine
- Dolores Chaplin Actrice Londres
- Ley de Victoria como Show curso hippie
- Menuez da Índia como Leslie
- Nathanjohn Carter como alemão soldado Extra
- Nick Donald como soldado alemão
- Clemente Métayer como Gilles
- Carole Combes como Laure
- Armand Felix como Alain
- Mathias Renou Vincent
- Félix de Givry como Christophe
- Paul Spera como Carl